# Parc-d'Anxtot
Parc-d'Anxtot è un comune francese di 588 abitanti situato nel dipartimento della Senna Marittima nella regione della Normandia.

## Società

### Evoluzione demografica
Abitanti censiti